# Алувий
Алувият (на латински: alluviō – „нанос“, „натрупване“) са видове седиментни материали, които се отлагат от течащи води – реки и водни потоци, и, които изграждат заливните и надзаливните тераси на речните долини и играят важна роля в строежа на болшинството от континенталните седиментни формации.

## Видове алувий
В алувия, отлаган от равнинните реки, закономерно се съчетава 3 вида алувий:
- прируслов (крайруслов) алувий, отлагащ се в коритото на реката или при преместването на нейното течение и се състои от косослоисти пясъци и баластра.
- алувий на заливните тераси – той се натрупва над прирусловия (крайрусловия) алувий по време на пълноводие и се състои от глинести (суглинки) и пясъчливи (супес) слабо споени материали.
- старичен алувий – натрупва се в стариците (изоставените речни легла) и се състои също от богати на органични вещества глинести и песъчливи слабо споени материали.[1]

## Състав и строеж
Съставът и строежа на алувия съществено се изменя в зависимост от размера и водния режим на потока, релефа на водосбора и изграждащите го скални материали. В алувия на планинските реки преобладават различни по големина валуни, чакъли и баластра, а ручеите, течащи по оврази и ровини отлагат лошо сортирани материали, в които трудно се разграничават различните видове алувий. В древните седиментни пластове алувият обикновено е циментиран и изграден от твърди натрошени материали – конгломерати, пясъчници, аргилити и др. С прирусловия (крайречен) алувий най-често са свързани находищата на злато, платина и др. полезни минерали, а също и находищата на строителни пясъци, филц и баластра. Нивото на грунтовите води в алувия е много високо.

## Влияние
Алувиалният материал, който се натрупва в речните долини, е основа за образуването на алувиални почви, а оттам и на интразонални ландшафти.
При излизане на речното течение от планински район и преминаването му в равнинна местност водите на реката отлагат огромни количества наносен материал, поради смяната на наклона на речното легло и намаляването на скоростта на водата. Това води до образуването на специфична форма на наносните конуси – алувиален конус.
При земетресения алувият като относително слабо споена скална маса, която е и с високо съдържание на грунтови води, оказва засилващ ефект на сеизмичните вълни и води до големи разрушения на строителните обекти, построени на алувиални терени. Тази зависимост е емпирично доказана.